# إيتالو دياز
إيتالو دياز (بالإسبانية: Ítalo Díaz)‏ هو لاعب كرة قدم تشيلي في مركز الدفاع، ولد في 21 يونيو 1971 في سانتياغو في تشيلي. شارك مع منتخب تشيلي لكرة القدم. أما مع النوادي، فقد لعب مع أوداكس إيتاليانو وديبورتيس ماجالانز وديبورتيس ميليبيلا وكوريكو يونيدو ونادي كوكيمبو أونيدو.

## وصلات خارجية
- إيتالو دياز على موقع قاعدة بيانات كرة القدم.إي يو (الإنجليزية)
- إيتالو دياز على موقع ناشيونال فوتبول تيمز (الإنجليزية)
- إيتالو دياز على موقع عالم كرة القدم.نت (الإنجليزية)